# 伊万杰琳堂区
伊万杰琳堂区（英語：Evangeline Parish），位於美國路易斯安那州中西部的一個堂區。面積1760平方公里。根據美國2000年人口普查，共有人口41481人。治所维尔普拉特（Ville Platte）。
成立於1910年6月15日。堂區名是詩人朗費羅作品《伊万杰琳》的女主角。